# 朝鮮独立運動
朝鮮独立運動（ちょうせんどくりつうんどう）とは、朝鮮王国時代・日本統治時代・連合国軍軍政時代に朝鮮人が行なった朝鮮の独立運動のことである。

## 朝鮮王国時代の独立運動

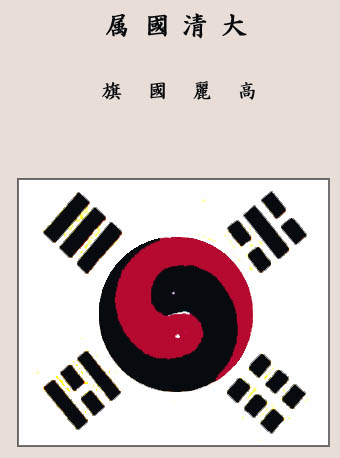
清・李鴻章編『通商章程成案彙編』（1886年）収録の「高麗（李氏朝鮮）国旗」図。「大清国属」と付記されている。

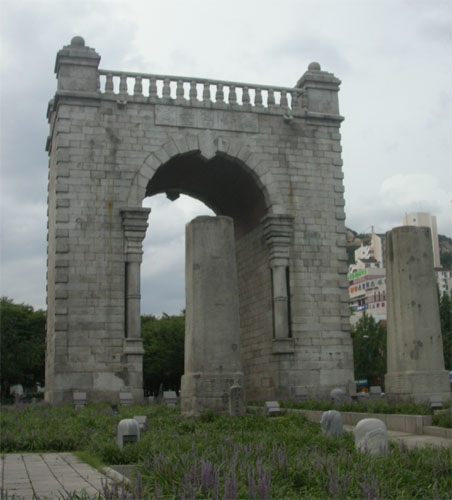
大清帝国からの独立を祝して建立された独立門

この時代の独立運動は、清を中心とした冊封体制からの離脱を目的として行われた。
1637年の三田渡の盟約締結以降、朝鮮王朝は清の冊封国であり、清は朝鮮を従属国として認識していた。そのことは、清の北洋通商大臣・李鴻章が1886年に編纂した『通商章程成案彙編』において、朝鮮の国旗である太極旗を「大清国属　高麗国旗」と明記して掲載している ことからもうかがえる。ただし、冊封体制において冊封を受ける側の国は高度な自治を保障されていたため、完全に主権を奪う植民地化とは異なる概念であることを注意しなければならない。だが、明治維新後の日本で征韓論が高まると、朝鮮との近代的な外交関係構築を目指す明治政府（後の大日本帝国）は、冊封体制の維持を名目に国交締結を渋る朝鮮に対し武力で圧力をかけ、1876年に朝鮮初の近代的な条約となる日朝修好条規が結ばれた。これにより、朝鮮は冊封体制を維持しながら西洋式の外交関係も有する対外的に不安定な状態になった。
当時、朝鮮は王家である李氏と両班と呼ばれる支配階級によって統治されていたが、日本による圧力が強まるにつれ、日本に対抗する側（事大党）と、日本と協力して冊封体制を脱しようとする側（開化派）に別れ対立が起こった。日本側からすると、後者が独立派として扱われる。冊封体制離脱を目指す勢力は日本に留学し、福澤諭吉などの支援を受けていたが、王を始めとする離脱を望まない勢力によって粛清されていった（壬午軍乱等）。このような中、東学党の乱（甲午農民戦争）を始めとする朝鮮国内の農民反乱に対し、冊封体制維持を望む清は朝鮮と協調し、反乱を鎮圧する等して朝鮮への影響力を強めていった。朝鮮の冊封体制離脱を望む日本は清国と戦端を開き（日清戦争）、下関条約により朝鮮の冊封体制離脱が確認された。なお、下関条約は日本と清の間で結ばれた条約であり、朝鮮の意思は反映されていない。
下関条約の締結を受け、朝鮮王国は国内体制を改めて大韓帝国（旧韓国）となり、近代的な国家として独立した状態となった。だが、朝鮮への影響力を強めたい日本の意図とは裏腹に、日本の影響下に入ることを望まない韓国皇帝を始めとした派閥はロシア帝国に接近していった。このため韓国とロシアの接近を恐れた日本は、同じくロシアの極東における影響拡大を嫌ったイギリスと同盟（日英同盟）してロシアとの間に戦端を開き（日露戦争）、ポーツマス条約の締結でロシアの朝鮮における影響力を弱めることに成功した。その後日本は、日韓協約など様々な不平等条約を旧韓国と結んで朝鮮における影響力を強めた末、最終的に日韓併合条約締結に至って朝鮮を日本の一部に併合した（韓国併合）。

## 日本統治時代の独立運動
この時代の独立運動は、大日本帝国から朝鮮の主権を取り戻す事を目的として行われた。

### 当初の民族解放運動と新民会
韓国併合で大韓帝国が有する主権が大日本帝国に移管されると、これにより特権を奪われた両班や民族主義者等が朝鮮独立運動を行った。朝鮮総督府の憲兵警察制度による武断統治時期には、抗日運動は言論の自由・結社の自由と共に厳しく取り締まられた。このことから、朝鮮半島内では秘密結社形態の抗日運動が展開されたが、当初は主に独立運動基地の建設に重きが置かれていた。特に、李氏朝鮮時代末期に高宗が退位させられた後に結成された新民会は、愛国啓蒙勢力等が主軸となり、西間島の三源堡に建てられ、朝鮮の独立運動史に多大な影響を及ぼすこととなった新興講習所（新興武官学校の前身）設立の基本となった。しかし、新民会は安岳事件や105人事件などによって、ほどなく解散させられることとなった。なお、新民会以後に結成された独立運動団体のほとんどは、共和制を主張することとなった。
新民会以外にも、満州に武官学校を設置する資金募集を行うため1915年に大邱で作られた大韓光復会や、独立運動の資金調達とその資金の海外への送付を行うために1913年に平壌の崇義女学校で作られた松竹会などが存在した。

### 日本国外での運動の模索
韓国併合以降、日本による統治に反発した農民達は満州の間島やロシアの沿海州に大挙移住し、同地域で新韓村などの朝鮮人村落が形成されていった。一方、朝鮮総督府による抗日運動の厳しい取り締まりにより、半島内での民族解放運動が困難なものになると、独立運動家達は半島外で民族解放運動の拠点とするようになった。この両者の動きが合わさり、満州やロシアが朝鮮半島外における独立運動基地の基礎となった。具体的には、沿海州では李範允が中心になった勧業会や、李相卨と李東輝が中心になった大韓光復軍政府、北間島では義兵長の出身である洪範図が導く大韓独立軍や大倧教の勢力、西間島では旧新民会勢力が主軸になった耕学社や扶民団などの抗日民族団体が相次いで立ち上げられた。
また、アメリカ州でも安昌浩と朴容萬等が中心になって大韓人国民会を立ち上げ、同地域における独立運動の活発化を試みた。

### 三・一運動と大韓民国臨時政府

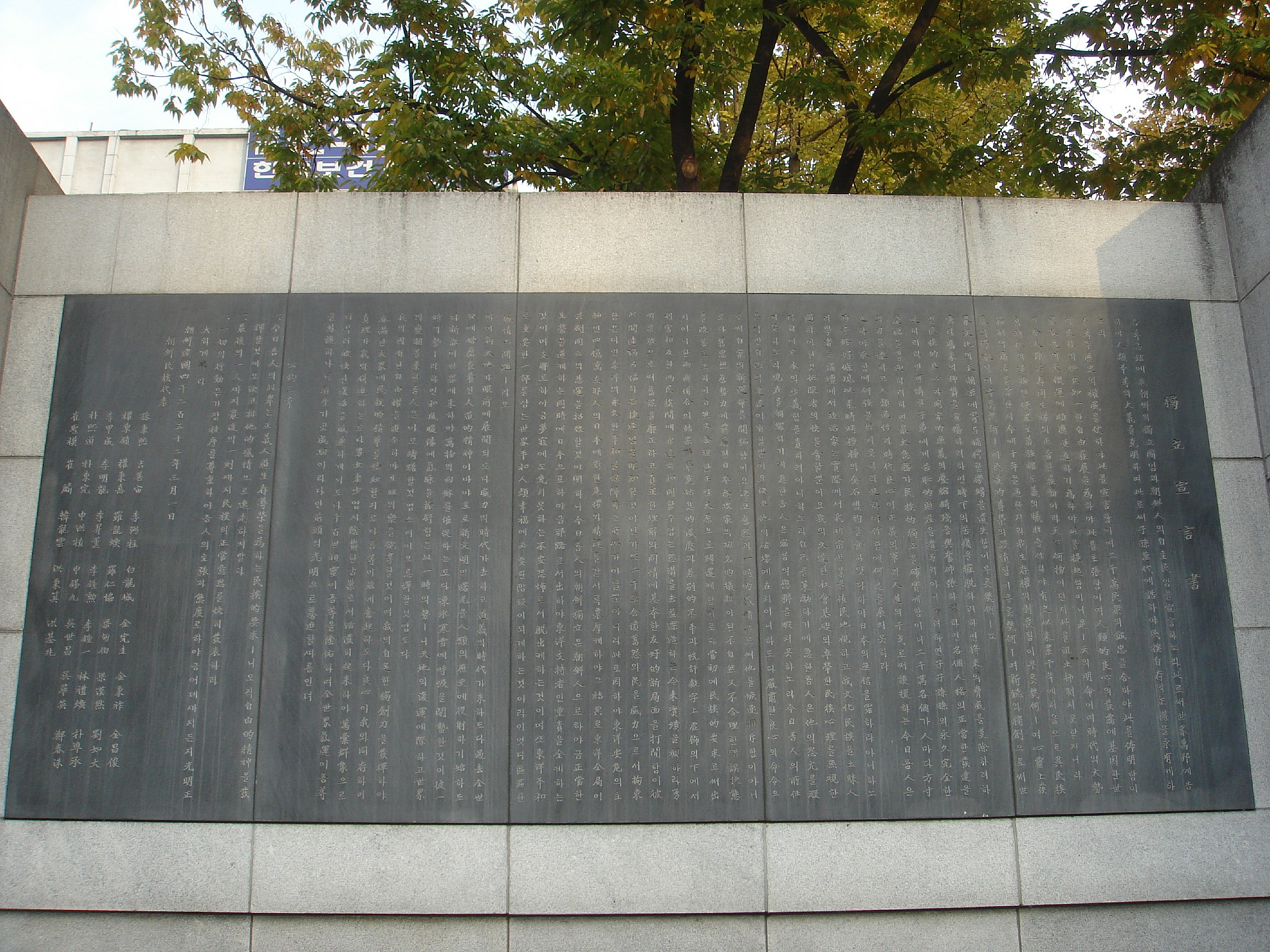
タプコル公園にある独立宣言書のモニュメント

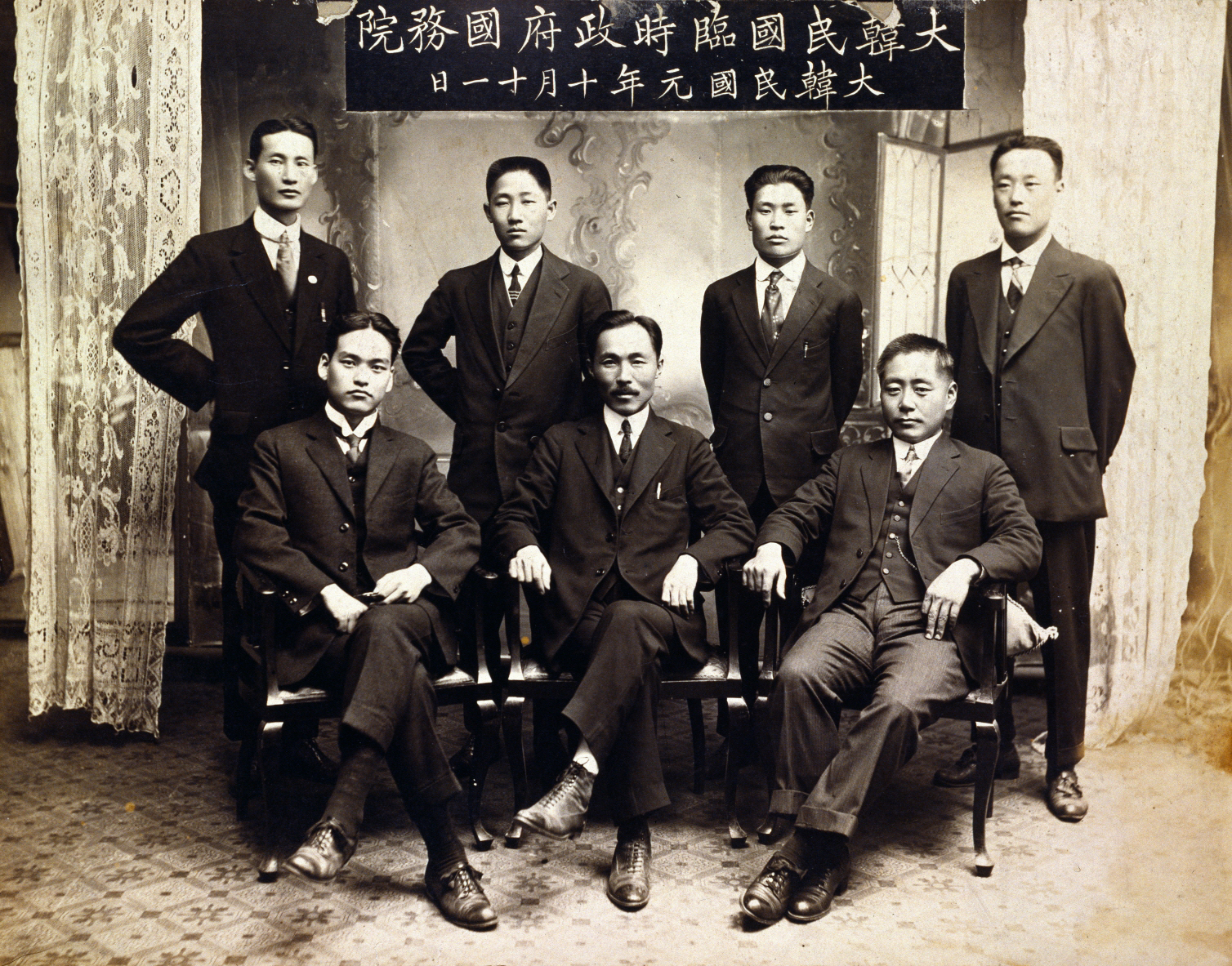
大韓民国臨時政府国務院記念写真（1919年10月11日）
後列左側から時計回りに金澈、尹顕振、崔昌植、李春塾、玄楯、安昌浩、申翼煕。

第一次世界大戦末期の1918年1月に、アメリカのウッドロウ・ウィルソン大統領が「十四か条の平和原則」を発表したことを機に、朝鮮人の間で民族自決の意識が高まり、大韓帝国初代皇帝高宗の葬儀に合わせた大規模な運動が計画された。
1919年3月1日正午、京城府のタプコル公園から独立宣言書の朗読で独立を宣言した学生と青年達が、数万人の群衆と共に「大韓独立万歳」を叫びながらデモ行進を行ったことを発端として、三・一運動は始まった。運動は総督府の警察と軍隊の投入による治安維持が展開される中でも、朝鮮半島全体に広がり、数ヶ月に渡って示威行動が行われ続けた。3月～5月にかけてデモに参加した人数は205万人、デモの発生回数は1,542回とされている。しかし、総督府が憲兵や巡査、軍隊を増強したことによる武力弾圧によって、運動は次第に終息していくこととなった。
三・一運動を契機に、独立運動家達は独立運動には求心点が必要だと感じたことから、各地域で創設された亡命政府を統合することの必要性が主張されるようになった。そのことから、当時の世界における外交の角逐場で、各国の外交官にアプローチが取れ、日本の警察権が及ばないという利点があった中国・上海のフランス租界で、1919年4月に「韓民族の光復意志の結束」を掲げた「大韓民国臨時政府」が発足し、同じ時期に発足したウラジオストクの大韓国民議会や半島の漢城政府も統合していった。
臨時政府は当初大統領制を標榜し、初代大統領は李承晩だった。李承晩は外交論者で、外交戦略によって独立を勝ち取ろうとした。臨時政府は、1919年のパリ講和会議や1922年のワシントン会議に代表を派遣して独立を訴えたが、日本と同様に植民地を保持している列強諸国の反応は非常に冷淡なもので、全く成果を収めることが出来なかった。外交活動では所得を得ることが出来ず、特に外交論者の李承晩が、このような危機の中で請願した委任統治請願書が臨時政府に知られると、臨時政府の独立運動家達は新しい道を模索する為に、国民代表会議を開催した。しかし、この会議では実力養成を主張する改造派と、武装闘争を主張する創造派が対立することとなり、結局双方の歩み寄りが見られることのないまま、大部分の独立運動家達が臨時政府を離れるようになった。これ以降、抗日運動で民族の代表機関だった臨時政府は一弱小団体に転落し、金九の活動により復権するまで、長期間を要することとなった。（復権後の活動については後述。）

### 1920年代の抗日運動
1920年には朝鮮人パルチザンはロシア赤軍パルチザンと協力してニコラエフスクを占領し、日本軍守備隊を全滅させ、日本領事一家をはじめ日本人居留民数百名を殺害した（尼港事件）。
一方、間島を中心とした満州、及び沿海州に潜伏していた独立運動家達によって組職された抗日武装団体である独立軍は、三・一運動をきっかけに平安北道・甲山や咸鏡南道・恵山一帯、及び鴨緑江と豆満江流域の国境地帯で、良民や官公吏への襲撃・殺害といったゲリラ活動を繰り返していた。
1920年10月には、満州の琿春で、馬賊と独立軍が駐琿春日本領事館を襲撃し、日本人20人を殺害 し、日本領事館を焼き討ちする事件が発生した（間島事件）。総督府は中国側との折衝を開始し、10月16日には吉林省都督の許可を得てゲリラ掃討を開始した（青山里戦闘）。独立軍との戦闘は、もっぱら延吉・和龍方面に展開した朝鮮軍第19師団東支隊との間で展開されたが、日本側の被害は極めて軽微なもので、戦闘が始まった5日後の10月26日までに作戦区域から独立軍を追い出すことに成功し、翌1921年5月までに部隊を完全に撤収した。一方、独立軍は満州を放棄し、レーニンが構想した遠東革命軍に参加する為にシベリアへ向かったが、独立運動における主導権を巡る高麗共産党イルクーツク派と上海派の内紛と、赤軍による武装解除により、1921年6月には壊滅状態に陥った（自由市惨変）。
ただし、満州では独立軍以外にも僑民会をはじめとした多くの独立運動団体が組職され、国内外で日本の要人への襲撃や破壊活動を展開した。
また、同時期には日本内地（内地）で旧朝鮮王家である李王家の王太子殺害を図った李王世子暗殺未遂事件も発生している。

### 6・10万歳運動と新幹会・槿友会

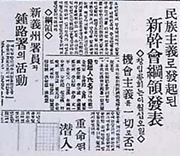
新幹会の創立を伝える東亜日報の紙面（1927年2月14日）

1920年代には学生運動、思想運動を通じた抗日運動が絶え間なく展開されたが、この時期はロシア帝国で起きた十月革命の影響により、社会主義思想が朝鮮においても蔓延するようになり、ソウル青年会・新思想研究会・北風会など社会主義思想団体が多く結成された。社会主義者達は労動運動や農民運動など民衆達の階級闘争を指導する一方、民衆の利益を代弁する階級政党建設に尽力し、1924年には前述した朝鮮労農総同盟と朝鮮青年総同盟が発足し、同年4月には地下組織としての朝鮮共産党を結成することによって、社会主義運動は更に活発に展開されることとなった。
1924年に中国で第一次国共合作が成立すると、朝鮮人の間にも民族主義者と社会主義者の間で協調する雰囲気が生まれ、1926年に朝鮮半島で6・10万歳運動が起きた。この結果、朝鮮総督府警察の摘発で朝鮮共産党が壊滅状態に陥るものの、新幹会や槿友会等の結成に影響を与えた。
新幹会は、民族主義系列が自治運動を主張する対日妥協的民族改良主義者と非妥協的民族主義者とに分化されたのを受け、非妥協的民族主義者と社会主義者達が結託して1927年2月にを結成した。新幹会の結成後、各地方で新幹会の支会が相次いで結成され、1928年末には全部で143の支会が組職され、会員数は 2万人にまで達した。新幹会本部と各支会は、当時活発に起っていた様々な階級闘争を主導ないし支援した。
特に、1929年11月に光州で朝鮮人学生のグループと日本人学生のグループの間で衝突事件（光州学生事件）が起きた際は、真相調査団を派遣して京城で大規模な民衆大会を準備し、半島全土で抗日運動を起こすことを目論んだ。光州学生事件が三・一運動以降最大の抗日運動となったのを受け、総督府は新幹会の主要幹部約40名の逮捕に踏み切った。これにより新幹会は衰退し、1931年5月に解散することとなった。
また、槿友会は、女性運動団体として1927年5月に創設され、新幹会の姉妹団体的性格を有していた。槿友会は、啓蒙を主張するキリスト教系と、階級闘争を主張する社会主義系の対立があった。

### 社会主義者による階級闘争
1920年代に知識人の間で、三・一運動の弾圧をきっかけとした民族主義勢力の衰退や社会主義思想におけるマルクス・レーニン主義の台頭が起きると、政治的・経済的面で社会主義に覚醒した労動者や農民達が朝鮮半島でも増加した。彼らは、第一次世界大戦後の戦後恐慌の中で労動運動や小作争議を通じた大規模な階級闘争を展開することとなり、この時代の民族運動において大きな役割を果たすこととなった。
1920年4月には、京城で『労働社会の組織と制度の改善』を最終目的とした「朝鮮労働共済会」が結成され、その後は「朝鮮労働連盟会」、「朝鮮労農総同盟」への改編を経て、1927年9月に「朝鮮労働総同盟」「朝鮮農民総同盟」の2組織に分離することとなった。
他にも、1921年9月に釜山で起きた埠頭労動者5,000人によるストライキ闘争を皮切りに、半島全土において、長時間労働や不当な違約金の徴収、日本人労働者との賃金格差などといった、朝鮮人労働者達が自らの劣悪な労働環境の改善を求めたストライキ闘争が多発するようになった。その中でも特に大規模だったのは、1923年8月に平壌の靴下工場で起きた労動者 2,000名によるストライキ、1923年9月から 1年以上に亘って展開された全羅南道新安郡岩泰島における小作農民の地主を相手にした闘争、1929年1月から3ヶ月の間続いた元山ゼネスト、1930年1月に3,000名の女性労動者達が1ヶ月間に亘って行った、釜山朝鮮紡織ストライキ闘争だったとされている。
このような労農闘争は、徐々に暴力的なものとなり、1930年5月には咸鏡南道新興の張風炭鉱の労動者達300人が、労働組合の設立に反対する日本人資本家と朝鮮総督府警察の弾圧に対して、炭鉱施設と資本家の私宅を破壊し、威嚇射撃を続ける警察に対して、斧やハンマー、棍棒などによる肉弾戦で迎え撃とうと試みた。1930年7月には、咸鏡南道端川で2,000人の農民達が総督府による山林政策に反対して郡庁を包囲し、多数の死傷者が出る騒ぎとなった。

### 革命的大衆組織建設運動
1930年代に入り、革命的労動組合・農民組合運動が活発に活動するようになった。労動組合活動家達は、京城トロイカを組織して、地下で非合法的な準備組職を結成する一方で、表面では合法的な労働組合、ストライキ本部、労動者懇親会などを結成して運動を指導した。また、工場新聞やパンフレットなどを通じて、労動者達に8時間労動制や最低賃金制度、同一労動同一賃金を宣伝し、ひいては民族解放運動を先導した。革命的労動組合運動は、工業施設が特に多かった咸鏡南道の興南・咸興・元山一帯で最も活発に起きた。1931年～1935年に行われた革命的労動組合運動によって、朝鮮総督府警察が逮捕した人数は、半島全体において1,759名にのぼった。
農民組合活動家達は、農村内における既存の青年同盟・女性同盟・少年同盟を革命的農民組合に編入して、それぞれ農民組合の青年部・婦女部・少年部を創設して、力量を強化する一方農民の利益のために闘争を続けた。革命的農民組合の指導の下、組合に所属した一部の農民達は激しい民族主義的解放運動を展開したが、特に咸鏡北道・明川の農民達は、洞と面ごとに戒厳隊・同志奪還隊・監視隊・連絡隊などを組織して、総督府の弾圧に対抗するなど、闘争を大衆的暴動に発展させた。1931年～1935年までに行われた革命的農民組合運動によって、朝鮮総督府警察が摘発した事件は43件、逮捕した人数は4,121名にのぼった。

### 大韓民国臨時政府の復権
大韓民国臨時政府主導の下の独立運動は、前述の通り1920年代中盤以降は衰退していたが、金九の主導の下再び活発に行われるようになった。金九は、1932年1月8日に李奉昌を差し向けて、天皇の暗殺を試みたが失敗に終わった（桜田門事件）。続いて金九は、尹奉吉を日本による第一次上海事変の戦勝を記念した大観兵式と天長節祝賀会に送り込み、爆弾テロを敢行させた（上海天長節爆弾事件）。以降、抗日テロ事件の首謀者として日本の警察に指名手配された金九は逃亡生活に入ったが、中国政府は臨時政府を協力対象と考え、金九を保護し、1933年には蔣介石と抗日宣戦協力に合意するに至った。
この頃、梁起鐸が1933年10月に臨時政府の大統領に選出され、1935年10月まで在職することとなった。しかし、日本軍の中国侵出に伴い、臨時政府は上海を脱出しなければならなくなり、南京や長沙を経て、1940年には重慶にその本拠を移した。重慶で国民党とアメリカの援助を得て、韓国光復軍総司令部を創設し、第二次世界大戦が太平洋戦線で拡がった1941年12月10日には対日宣戦布告（日本政府に布告文書は通達されておらず、実効性は皆無）を行ったが、日本軍とは一度も交戦することの無いまま、日本の敗戦を迎えることとなった（後述参照）。

### 抗日武装闘争と民族の解放

#### 国外での独立運動
三・一運動が日本軍の前に敢え無く鎮圧されたことから独立運動家達は請願や示威運動よりも武力による打倒を重視し、満州で独立軍を結成して武装闘争を開始した。しかし独立軍も1920年末には日本軍の軍事力の前に無残に敗退し、ソ連領に逃げざるをえなかった。
この経験から武力闘争にしても近代戦に精通した軍人の必要性を感じ、優秀な若者を中国各地の軍官学校に派遣する計画を立てそれを実行した。これには金九や呂運亨などが関わっており、韓国臨時政府も積極的に支援した。黄埔軍官学校では、
第3期に4人、第4期に24人、第5期に6人、第6期に9人、第7期に1人が入学した。これら韓籍学生の多くは国民革命軍の北伐や中国共産党の広州起義に参加した。中国軍将校として北伐従軍後に一部は脱隊して東北部の独立軍に参加した。また軍に残った者も独立運動を支援した。例えば第4期生の金鍾、李集中、楊倹、盧一龍、朴健雄、李愚懿、呉世振、労世芳は朝鮮民族革命党や朝鮮義勇隊の骨幹要員となり、第5期生の朴始昌や申岳も後に朝鮮義勇隊や光復軍に参加、張興は中国軍憲兵機関に勤務しながら独立運動家の通信連絡工作に携わっていた。また上海天長節爆弾事件で使われた爆弾は、当時中国軍で兵器を管理する将校であった金弘壹が金九側に提供した物だった。
1932年、中国政府の支援で、金元鳳ら朝鮮民族革命党が幹部訓練班第6隊を朝鮮革命幹部学校として運営し、第1期生および第2期生80名に対して教育を行った。その他に1935年には康澤を主任とする中央陸軍軍官学校特別班に、敵後方の工作訓練を目的として84名が入学し、朝鮮義勇隊の骨幹要員となった。
また中国政府は臨時政府も支援し、1932年、中央陸軍軍官学校洛陽分校軍官訓練班第17隊に92名が入学した。1935年には韓国独立軍特務隊予備訓練所が設置され28人が教育を受けた。これらの学生は韓国光復軍の骨幹となった。
日本が、1931年9月に満州事変を起こし、同年末までに満州全土を占領すると、在満の独立運動家達は直ちに武装し、日本軍と対峙した。先に 梁世奉や池青天など民族主義者達が導いた朝鮮革命軍と韓国独立軍は、中国人達と提携し日本軍に戦闘を挑んだが、連戦連敗を続け、万里の長城以南への後退を余儀なくされた。一方、社会主義者達は1932年春に朝鮮人が多く住んでいた満州を中心とした多くの地域で遊撃隊を結成して、抗日闘争を展開した。
1937年に日中戦争が勃発すると、金元鳳や尹世冑、韓斌、金学武など約130名が中国国民党から公式に支援を取り付け、1938年10月に朝鮮義勇隊を創設した。朝鮮義勇隊員には中国語・朝鮮語・日本語に堪能な者が多かったことから、日本軍の捕虜に対する尋問や対敵心理戦、敵後方での諜報及び工作活動に携わるケースが多かった。朝鮮義勇隊の主力部隊は、1941年春に黄河を渡って朝鮮人が多く暮らす華北地方に活動の拠点を移した。華北に移った義勇隊員達は、八路軍と協力して胡家荘戦闘や反掃討戦など多くの戦闘に参加した。

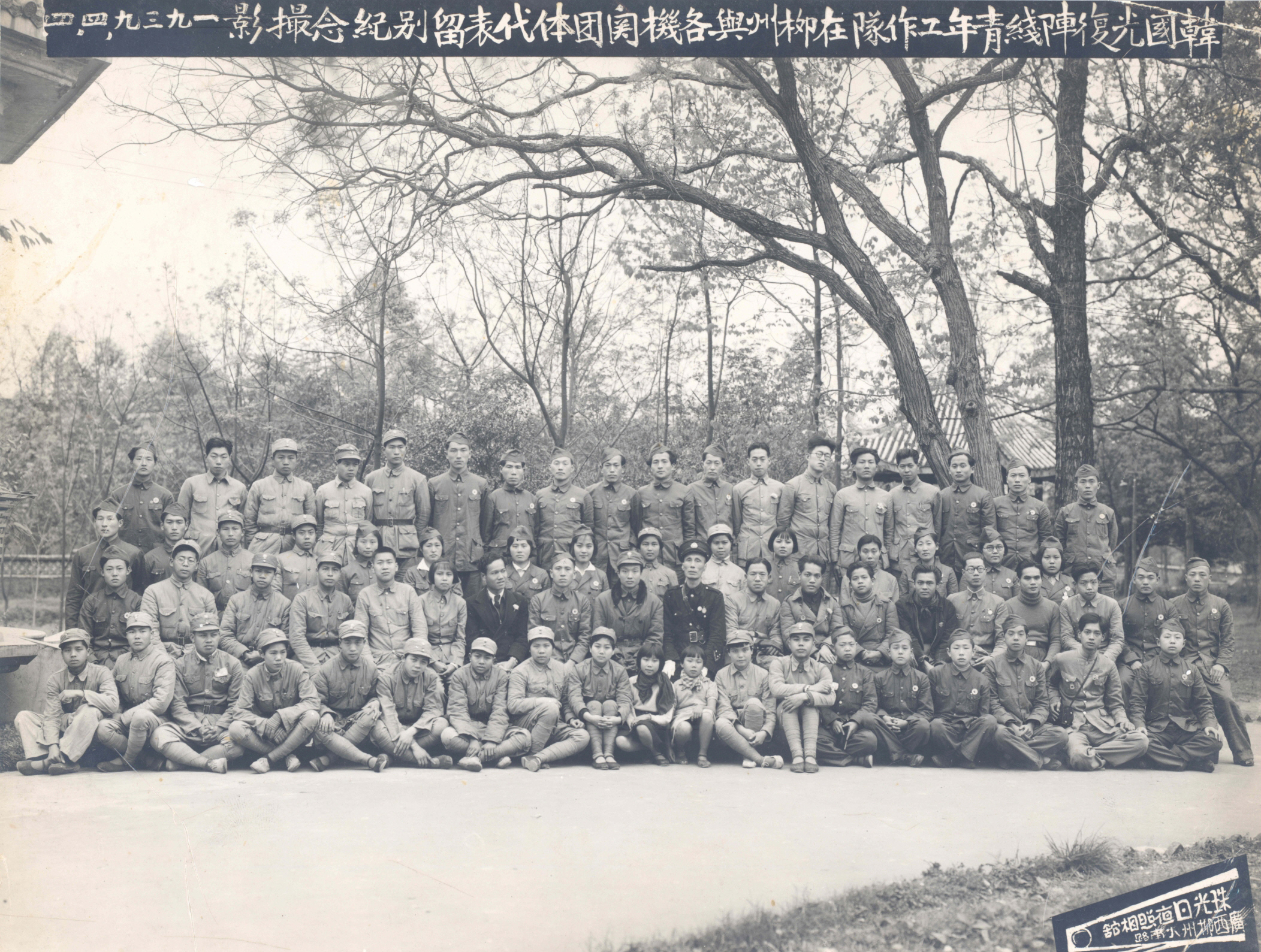
光復軍青年工作隊

嘉興・杭州・長沙などを転々とした大韓民国臨時政府は、1940年に重慶に安着したが、同年9月に幹部12名で韓国光復軍を創設した。
この通り、光復軍は一度も日本と交戦することの無いまま、日本の降伏を迎えることとなった。そのことから、金九は日本が降伏したとの一報を耳にした際、天を仰いで長嘆息した後、「韓国軍は、日本軍を打ち破ることは一度もなかった。私は日本軍を撃滅して、わが同胞を解放したかった。最後まで、日本軍に制圧されたままの解放なんて、結局何もなるまい。日本帝国はひとたび滅びても、より逞しく再建されるだろう。その時日本人は、庚戌国変の時より残酷に我々を奴隷にするだろう。その時、わが同胞は日帝と闘う気力を持っているか。自力で日帝から解放することも出来なかったわが同胞に、とてもそんな力があるとは思えない」と嘆いたと伝えられている。
1946年2月3日の通化事件の際には朝鮮人民義勇軍は東北民主連軍と協力して、中華民国政府と日本人の蜂起を鎮圧することに成功した。鎮圧後には日本人数千人を処刑し以後通化における日本人の蜂起はなくなった。

#### 半島内での独立運動

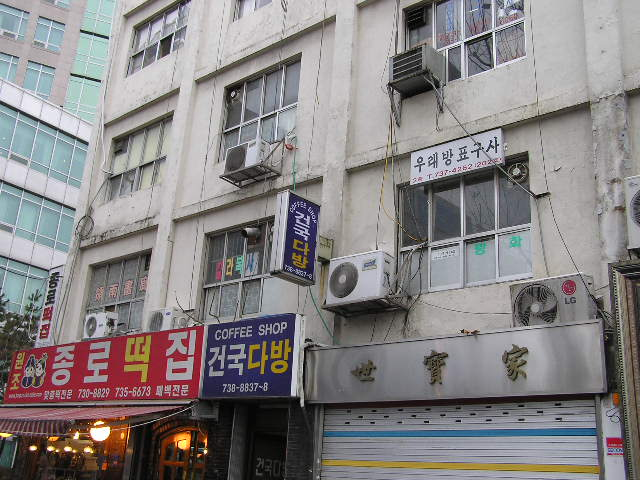
ソウル特別市鍾路区楽園洞にある建国同盟発足の地となったビル

1930年代の後半から、修養同友会事件や満州事変や初期の日中戦争での連戦連勝をきっかけに、朝鮮半島では日本を事大主義の対象とする意識が次第に浸透するようになり、崔麟をはじめとする三・一独立宣言文の起草メンバーの多くが親日に転向し始めた。1939年10月末頃に、総督府警察に要注意人物としてマークされていた人数は、約7,600人に達したが、その内の約40%である3,076人が転向を表明している。非転向者は、約23%の1,765人しか残らず、残りの37%は不明とされた。また、独立運動家らが独立資金として称して一般良民から金品を強盗をする事件も多数発生しており、「徒に民怨を招」いていると報告されている。
このような状況の中でも1930年代後半から半島内での抗日活動家のうちの民族主義者の比率は増加の一途を辿り、1940年代に入ってもその傾向は続いた。1940年〜1941年にかけての思想犯検挙の状況によれば、共産主義者の逮捕者数が668名から158名に減少したのに対し、民族主義者の逮捕者数は72名から176名に増加している。
日米開戦以降の日本では、戦時体制が敷かれるようになり、外地である朝鮮半島においても、あらゆる分野で物資不足が叫ばれるようになった。戦争末期の国民徴用令の朝鮮における施行に伴い、内地で働く者もでた一方で、デマの流布やサボタージュ、徴用や徴兵、学兵、供出の拒否といった消極的な形での抗日活動も見られた。
第二次世界大戦中の国外における独立運動は、半島からは地理的に遠く離れていたうえに、ほとんど何も出来ない状況にあった。そのことから、サイパン島玉砕を機に日本の敗戦が濃厚となってからも、重慶の臨時政府では、臨時政府が連合国から独立後の正当な政府と認められない、直ちに半島に帰還することが出来ないのでは、という懸念が浮上するようなり、同胞達が住む半島の戦後の状況を不安視する声が上がり始めた。このような点で、1940年代の半島における唯一の独立運動団体だった建国同盟の役割は大きいものがあった。建国同盟は、1944年8月10日に、日本の敗戦を見越した呂運亨や趙東祜などを主軸に立ち上げられた。建国同盟の綱領は手短なもので、
といったものだった。
中央と地方で組職を立てながら、建国同盟は治安隊と軍事団体組職、国外独立運動団体との提携活動を展開した。趙東祜などで軍事委員会組織し、後方撹乱活動を展開させ、満州軍官学校将校達を少数糾合し、北京を拠点に華北の朝鮮義勇軍と連結し、重慶の臨時政府とも連絡を取ろうとした。
1944年10月には農民同盟が組職されたが、この組職は建国同盟の友軍だった。呂運亨は学生や教師、鉄道員、女性などの組織も、それぞれ小規模ながら立ち上げ、徴用や徴兵の拒否者達の組職に関与しながら、共産主義者達とも提携していた。

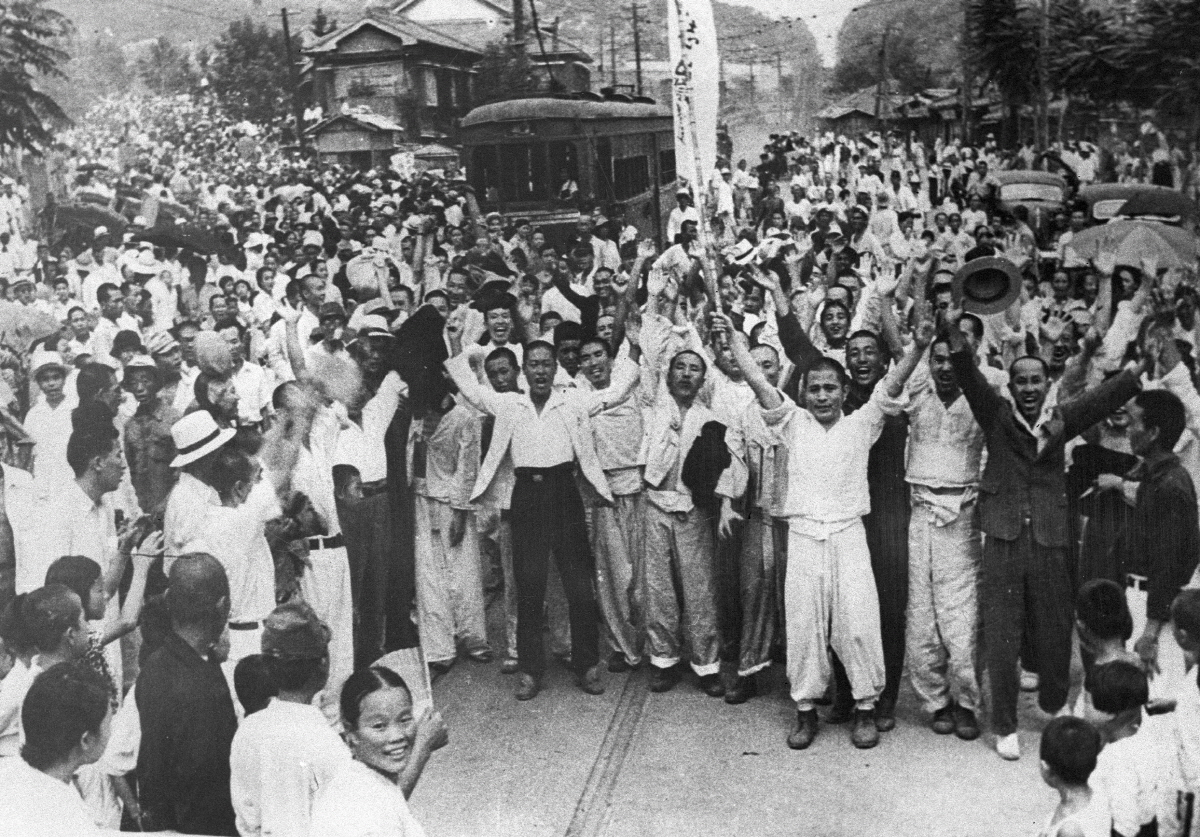
西大門刑務所を出所した政治犯達

1945年8月15日に、朝鮮総督府の要請に従って遠藤柳作政務総監に会った呂運亨は、
といった5ヶ条の要求を提示した。呂に日本人の生命及び財産保護の為の治安協力を要求したかった遠藤政務総監は、状況が状況だっただけに呂の要求を聞き入れざるを得なかった。翌日から、半島全土の獄門が開かれ、政治犯達が釈放された。
建国同盟は、1945年8月15日の光復直後に改編して、「朝鮮建国準備委員会」として発足した。同日の日本の降伏によって、朝鮮独立運動は相手を連合国軍に変えて継続された。

## 連合軍占領下での独立運動
1945年9月6日、朝鮮建国準備委員会関係者の手によって朝鮮人民共和国の建国が謳われた。だが、日本の降伏前後から朝鮮への武力進駐を開始した連合国のアメリカ合衆国とソビエト連邦は朝鮮人民共和国の政府承認を拒絶し、朝鮮総督府の降伏と共に各占領地で軍政を布いて朝鮮を南北に分割統治した。連合軍占領下の朝鮮では日本統治時代と異なり、強制拠出や災害などにより疫病の流行と物価高騰が続発し、1946年10月には南朝鮮 で230万人の朝鮮人が連合国軍に対して蜂起する大邱10月事件が起き100名を超える犠牲者が出た。
朝鮮の即時独立を否定した連合国は、1945年12月にモスクワ三国外相会議を開き、朝鮮を一旦国際連合の信託統治下に置く事を決定した。この決定に対し南朝鮮では、信託統治に賛成する社会主義（ソ連）勢力の同調者（左派）と、旧大韓民国臨時政府の指導者に同調する民族主義者（右派）とで世論が二分され、テロ活動も含めた激しい抗争が起きた。最終的に信託統治構想は冷戦による米ソ対立の激化で実現されず、アメリカは1947年に朝鮮独立問題を国連総会に持ち込んだ。国連総会は「国連監視下で朝鮮全土を対象とする総選挙を実施し、国会による政府樹立を行なう」ことを決定し、選挙が可能か調べるため翌1948年1月に国連臨時朝鮮委員団（UNTCOK）を朝鮮へ派遣した。UNTCOKは同年2月に国連小総会へ「UNTCOKが『任務遂行可能な地域』（南朝鮮）での単独選挙実施案」を提出し、賛成多数で可決された。
国連の議決は、南朝鮮のみで新政府を樹立するものであり、朝鮮が独立できても南北に分離されることを意味していた。全朝鮮諸政党社会団体代表者連席会議は5.10単独選挙を阻止するために開かれた。4月19日から平壌の牡丹峰劇場での連席会議で南朝鮮の41個の政党・社会団体と北朝鮮の15個の政党・社会団体から選出された695名の代表者が参席するのだが、これは当時南北を全ての左・右勢力の大部分を網羅していた。実際に南朝鮮からは南朝鮮労働党・勤労人民党など左翼系列の政党だけでなく韓国独立党・民族自主連盟など右翼系列の政党も参加しただけではなく、朴憲永・白南雲・金九・金奎植・趙素昻などの有名人などの左翼及び右翼も参席した。 在朝鮮アメリカ陸軍司令部軍政庁が最も嫌った左派の排除に成功した李承晩と韓国民主党は、1948年5月10日に行われた国際連合監視下での総選挙に臨んだ（初代総選挙）。この選挙は「米ソ両軍撤退→南北要人会談→総選挙という順序で政府樹立」の3段階の方案に反しており、朝鮮半島の南北分断を固定化するとの理由から、民族派の金九や中道派の金奎植らの有力者も含めた大反対の中で強行され、各地で反対派による武装闘争が展開されたが、アメリカの支援を受けた李承晩や韓国民主党などによる一派は政府樹立への動きを強行し、南北分離独立に反対する市民の蜂起を軍事力やテロで鎮圧した。特に抵抗が激しかった済州島では公権力による住民の虐殺が広範囲で行われ、鎮圧までに数万人が殺害された（済州島四・三事件）。結局、国連監視下の南朝鮮単独選挙は1948年5月に実施され、短時間の独立準備を経て、同年8月15日に大韓民国政府の樹立が宣言された。残りの朝鮮地域（北朝鮮）も選挙を経て9月9日に朝鮮民主主義人民共和国が建国され、朝鮮独立運動は目標が達成された。だが、それは同時に朝鮮統一問題という新たな課題を生み、2021年に至るまで未解決となっている。